# Megaminx

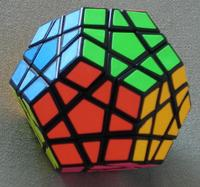
Megaminx de 6 cores em seu estado resolvido

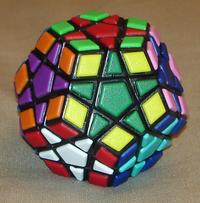
Megaminx de 12 cores em um padrão de estrela

O Megaminx ( /ˈmɛɡəmɪŋks/ ou  /ˈmeɪʔ/) é um quebra-cabeça em forma de dodecaedro similar ao Cubo de Rubik. Ele tem um total de 50 peças móveis para serem arrumadas, em comparação com as 20 peças móveis do Cubo de Rubik.

## História
O Megaminx, ou "Magic Dodecahedron", foi inventado por várias pessoas independentemente e produzido por vários fabricantes diferentes com designs um pouco diferentes. Uwe Mèffert eventualmente comprou os direitos de algumas das patentes e continua a vender o Megaminx em sua loja de quebra-cabeças, usando o nome Megaminx. Ele também é conhecido pelo nome "Supernova Húngara", dado pelo Dr. Cristoph Bandelow. A sua versão veio antes, logo seguida pelo Megaminx de Meffert. As proporções dos dois quebra-cabeças são um pouco diferentes.

## Descrição
O Megaminx é feito na forma de um dodecaedro e tem 12 peças de centro de face, 20 de canto e 30 arestas. Os centros de cada face têm uma cor diferente, que identifica a cor que a face deve ter no estado resolvido. As peças de borda (arestas) têm duas cores, e os cantos têm três. Cada face contém uma peça de centro, 5 de canto e 5 de borda. As peças de canto e borda são compartilhadas com faces adjacentes. Os centros só podem girar no lugar, mas as outras peças podem ser permutadas torcendo a camada da face em torno do centro.
Existem duas versões principais do Megaminx: uma com 6 cores, onde faces opostas têm a mesma cor, e uma com 12 cores diferentes.
O objetivo do puzzle é misturar as cores e depois restaurá-lo ao seu estado original onde tem uma cor em cada face.

## Soluções
O Megaminx de 6 cores vem com um desafio adicional que não é imediatamente óbvio (e que não ocorre no quebra-cabeça de 12 cores). Suas peças de borda vêm em pares visualmente idênticos, por causa da duplicação de cores em faces opostas. No entanto, apesar de visualmente indistinguíveis, elas estão matematicamente relacionadas por uma paridade. Em qualquer configuração legal (acessível a partir do estado resolvido sem a necessidade de desmontar o quebra-cabeça), há sempre um número par pares de arestas trocadas. No entanto, como as arestas trocadas podem ser visualmente idênticas, pode acontecer de ter resolvido quase todo o quebra-cabeça, e acabar com um par de arestas (distintas) trocadas, que parece desafiar todas as tentativas de resolvê-las. A solução é trocar um único par de arestas 'idênticas' para resolver o problema da paridade e então resolver o resto do quebra-cabeça.
Esta propriedade não existe no Megaminx de 12 cores, pois como todas as suas bordas são distinguíveis, seria imediatamente óbvio que não há outro par de arestas trocadas além do par com que se está trabalhando.
Além de resolver um Megaminx da forma regular, padrões podem ser feitos assim como no Cubo de Rubik. Exemplos destes incluem uma estrela, tabuleiro de xadrez, e o pentágono dentro de outro pentágono.

## Número de combinações
Ambas as versões do quebra-cabeça têm 20 cantos e 30 arestas. Em ambos os casos, somente permutações pares são possíveis, independentemente da posição do outro conjunto de peças. Assim, embora seja possível ter um único par de cantos e um único par de arestas trocados em um Cubo de Rubik, isso é impossível no Megaminx. Há 20!/2 maneiras de organizar os cantos e 319 maneiras de orientá-los, pois a orientação do último canto depende do que o precedente. São mais de 30!/2 maneiras de organizar as bordas e 229 maneiras de rodá-las.
{\displaystyle 20!\times 3^{19}\times 30!\times 2^{27}\approx 1.01\times 10^{68}}
O número total é 100 669 616 553 523 347 122 516 032 313 645 505 168 688 116 411 019 768 627 200 000 000 000 (cerca de 101 "unvigintillion" em pequena escala ou 101 "undecillion" em longa escala).
Os cantos são distinguíveis em um Megaminx de 6 cores porque dois cantos com as mesmas três cores serão imagens espelhadas um do outro. Há 15 pares de arestas idênticas. Não seria possível trocar todos os 15 pares, já que isto seria uma permutação ímpar de arestas, de modo que uma redução do fator de 214 é aplicado à figura anterior.
{\displaystyle 20!\times 3^{19}\times 30!\times 2^{13}\approx 6.14\times 10^{63}}
O número total é 6 144 385 775 971 883 979 645 753 925 393 402 415 081 061 792 664 780 800 000 000 000 (cerca de 6.1 "vigintillion" em pequena escala ou 6.1 "decilliard" em longa escala).

## Recordes

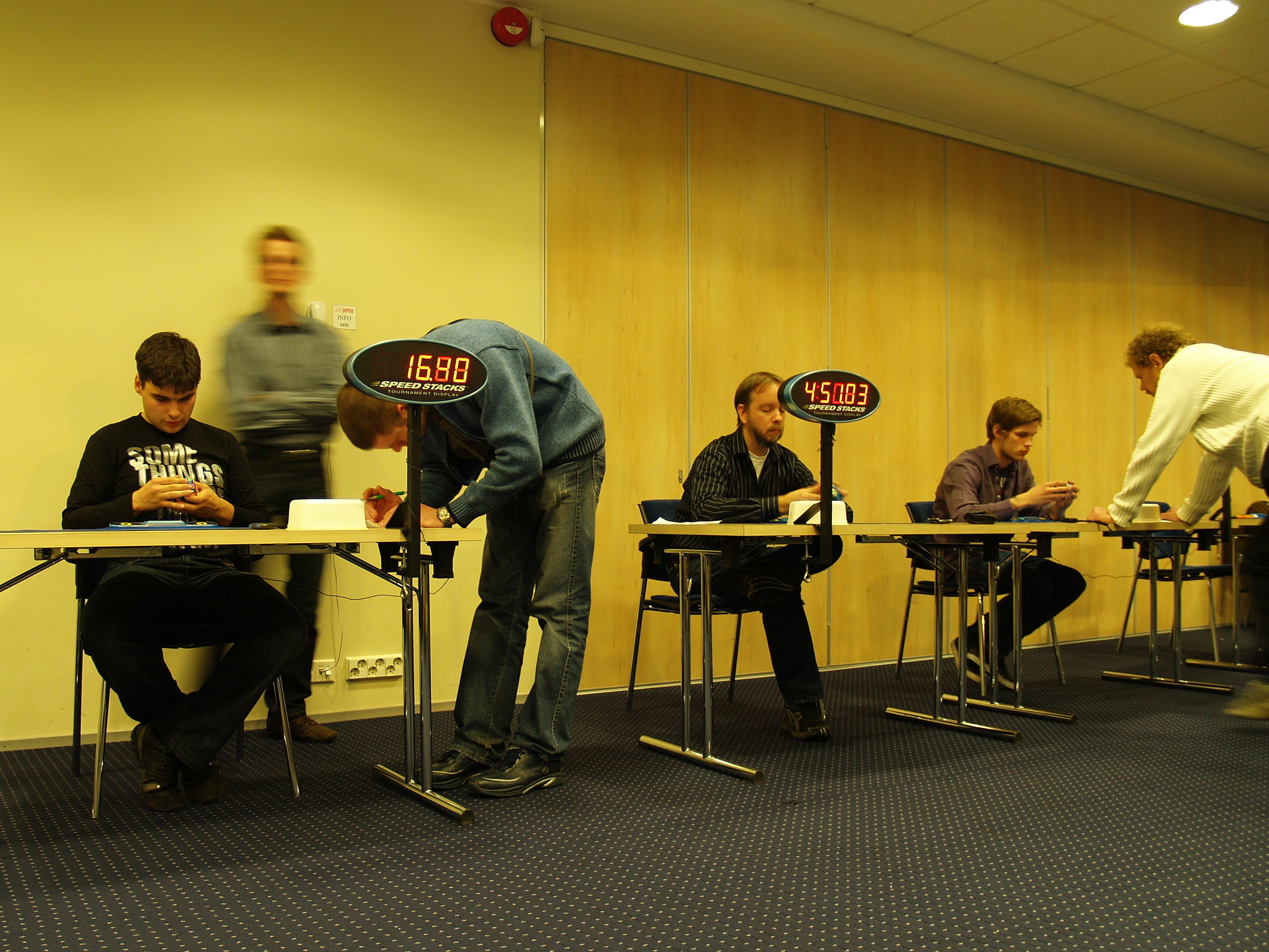
Competidores resolvendo Megaminxes no Estonian Open 2011.

O recorde mundial para uma única resolução do Megaminx é de 27.81 segundos, definido por Juan Pablo Huanqui do Peru na competição CubingUSA Nationals 2018. O recorde de média foi feito por Juan Pablo Huanqui de 30.39 na competição Wuxi Open 2019

## Variações
Há muitos quebra-cabeças semelhantes com diferentes números de camadas, a maioria dos quais altera o "mega" do nome para outro prefixo métrico. Eles são o Kilominx (2 camadas), Master Kilominx (4 camadas), Gigaminx (5 camadas), Teraminx (7 camadas), Petaminx (9 camadas), Zettaminx (13 camadas), e Yottaminx (15 camadas). A variante de ordem mais elevada produzida em massa é o Petaminx, que foi lançado pela MF8, e a variante de mais alta ordem já feita até a data é o Yottaminx, criado por Matt Bahner usando impressão 3D. É o dodecaedro equivalente a um cubo de Rubik 15 x 15 x 15.
O puzzle "Alexander's Star" é equivalente a resolver somente as bordas de um Megaminx de 6 cores.
O "Impossiball" é equivalente a resolver apenas os cantos de um Megaminx e está disponível com seis ou doze cores.
Tony Fisher tem produzido uma modificação da forma do Megaminx em formato de cubo que ele chama de Hexaminx. Outra variante é o Holey Megaminx, que não tem peças do centro, como o Void Cube. Ele está sendo produzido por Mèffert (em julho de 2009). Outras variantes incluem o Flowerminx, Megaminx Ball, e Crazy Megaminx.
|  |  |  |  |